# أحمد بن سعيد الدارمي
أَبُو جَعْفَرٍ أَحْمَدُ بْنُ سَعِيدٍ العَبْدَلِي الدَّارِمِي التَّمِيمِي، عالم من علماء الحديث النبوي وقاضي نيسابور في زمنه.

## نسبه وسيرته
هو أحمد بن سعيد بن صخر بن سليمان بن سعيد بن قيس، وقيل بل هو أحمد بن سعيد بن صخر بن عليم بن قيس بن عبد الله بن المنذر بن كعب بن الأسود بن عبد الله بن زيد بن عبد الله بن دارم. جده هو الصحابي المنذر بن كعب. ولد في سرخس ونشأ في نيسابور، أكثر رحلاته في بلاد الإسلام طلبًا للحديث، فكان حافظًا فقيهًا، كان عالما بالرجال والعلل والتاريخ، ومنه تعلم علماء هراة معرفة الحديث. أقدمه أمير خراسان عبد الله بن طاهر إلى نيسابور ليحدث بها، فأقام بها زمنًا، ثم ولي قضاء سرخس، ثم رد إلى نيسابور وبها مات.
قال أبو عمرو المستملي: دخلنا عليه في مرضه، فأوصى بعشرة آلاف درهم وبغلة يتصدق بها. وقال: إن مت فرقيقي عنبر وفتح وحمدان وعلان أحرار لوجه الله. قال أحمد بن حنبل: ما قدم علينا خراساني أفقه بدنا من أحمد بن سعيد الدرامي. ويرى أن أحمد الدارمي قدم هراة على متوليها هارون بن الحسين بن مصعب يتعرض لمعروفه، فأنزله داره، ووصله بأربعة آلاف درهم.

## رواية الحديث
- سمع الحديث من: النضر بن شميل، وجعفر بن عون، وروحا، وعبد الصمد بن عبد الوارث، وأحمد بن إسحاق الحضرمي، وأبا عاصم النبيل، وحبان بن هلال، ووهب بن جرير، وعلي بن الحسين بن واقد وعثمان بن عمر العبدي،[2]ومن هم في طبقتهم.
- سمع منه الحديث: سمع منه رواة الحديث الستة سوى النسائي، وروى الترمذي عن رجل عنه، وأحمد بن سلمة، وعبد الواحد بن هانئ، وأبو العباس السراج، وابن خزيمة، وغيرهم كثير. وقد حدث عنه من القدماء محمد بن المثنى الزمن.

## وفاته
قال الذهبي في سير أعلام النبلاء أنه توفي سنة 253 هـ.